# Spoorlijn 35/1
Spoorlijn 35/1 is een dubbelsporige verbindingsboog die de aftakking Noord driehoek Hasselt op Spoorlijn 21A verbindt met de aftakking West driehoek Hasselt op Spoorlijn 35.
Dit Hasselts tracé werd aangelegd in 1925 voor de exploitatie van de mijnen, het vervoer van mijnwerkers en het transport van steenkool per spoor mogelijk te maken. Tot minstens de jaren '50 werd de verbinding gebruikt door rechtstreekse mijnwerkerstreinen tussen Leuven/Aarschot en Eisden.
De maximale snelheid op het 1,1 kilometer lange segment is 60 kilometer per uur, elektrificatie is gepland in 2008, dit in het kader van een betere ontsluiting van het Station Genk-Goederen op de lijn 21A.